# Markus Janßen
Markus Janßen (* 26. März 1965 in Duisburg-Rheinhausen) ist ein deutscher Minigolf-Spieler.

## Sportlicher Werdegang
Janßens Minigolflaufbahn begann beim Bahnengolfclub Uerdingen 1978. Dort spielte er bis 1993 zu seinem Wechsel zur Minigolf-Bundesligamannschaft des 1. MGC Mainz.
Von 1993 bis 1995 gewann er mit seinem Team dreimal hintereinander die Deutsche Meisterschaft. Der Titel des Deutschen Meisters war zugleich die Qualifikation zum Europapokal der Landesmeister. Mit Mainz gewann Janßen diesen Titel in 1993 in Basel in der Schweiz und in 1995 in Geldrop in den Niederlanden. 2000 wechselte er zum MGC Dormagen-Brechten. Dort erspielte er mit der ersten Herrenmannschaft 2008 die Deutsche Meisterschaft, damals im Ligamodus mit dem letzten und entscheidenden Spiel auf der Minigolfanlage im Uerdinger Stadtpark.
Da sich beim MGC Dormagen-Brechten keine Seniorenmannschaft fand, wechselte Janßen 2013 zurück zum 1. MGC Mainz. Dort startete er mit seinem Team eine bisher einzigartige Siegesserie.
Im September 2016 verlieh ihm der Oberbürgermeister Frank Meyer den Ehrenteller der Stadt Krefeld für seine besonderen Verdienste um den Sport in Krefeld.
Die Minigolf-Weltrangliste ist eine dreijährige rollierende Auswertung. Bedingt durch die guten Erfolge in den ersten drei Jahren als Nationalspieler bei den Senioren wurde Janßen dort von 2013 bis 2018 als Weltranglistenerster geführt. Seit Predazzo, trotz errungener Silbermedaille, dann von seinem Mannschaftskameraden Roman Kobisch auf Position 1 abgelöst.
Im April 2021 hatte Janßen Gelegenheit mit Armin Maiwald und Trudes Tier, in der Sendung mit der Maus, den Zuschauern den Minigolfsport näher zu bringen.
2022 fand zum ersten Mal eine Senioren-Weltmeisterschaft in Wanne-Eickel statt. Dort gewann er mit dem Team die Goldmedaille. In den Einzelkategorien Strokeplay bzw. Matchplay belegte er den 5. Platz.
Bedingt durch die Teilnahme an der Deutschen Meisterschaft in der allgemeinen Klasse konnte er 2022 die Bronzemedaille im Matchplay erreichen. Das war seine erste Medaille in dieser Kategorie.

## Club 18
In seiner Karriere gelangen Janßen sieben Runden mit dem bestmöglichen Ergebnis von 18 Schlägen.
| Datum            | Turnier                                      |
| 1. März 2020     | MRP Seniorenliga, Mannheim-Sandhofen         |
| 17. August 2013  | 2. Game N Fun, Hackenbroich                  |
| 7. April 2013    | MRP Rangliste, Bad Bodendorf                 |
| 3. Mai 2009      | WDM Kombi, Castrop                           |
| 29. Juli 2001    | 6. Bundesligaspieltag, Dormagen-Hackenbroich |
| 27. Oktober 1996 | 3. Champions League Spieltag, Schriesheim    |
| 11. Mai 1996     | Bundesrangliste, Düsseldorf                  |

## Sonstige Tätigkeiten
Seit 1991 ist Janßen im Vorstand des Bahnengolfclub Uerdingen aktiv, die ersten vier Jahre als Geschäftsführer und ab 1995 als Kassenwart.
Von Juni 2005 bis Dezember 2010 war er ehrenamtlicher Geschäftsführer der Minigolf Marketing GmbH, der Vermarktungsgesellschaft des Deutschen Minigolfsport Verbandes. Zusätzlich leitet er seit 2013 die Fachschaft Bahnengolf/Minigolf beim Stadtsportbund Krefeld.
Im Jahr 2024 gründete Janßen die Deutsche Minigolf Stiftung.